# Criminalità in Australia
La criminalità in Australia è combattuta dalla polizia australiana.

## Statistiche sulla criminalità
Dati dall'istituto nazionale di statistica australiano Australian Bureau of Statistics (ABS) mostra che nell'anno 2009/2010 la polizia ha arrestato 375.259 persone.
I giovani delinquenti di età compresa tra 10 a 19 compresi sono circa il 29% della popolazione totale trasgredenti in tutta l'Australia.

## Crimini per tipologia

### Omicidio
Nel 2010, il tasso di omicidi dell'Australia è  1,2 ogni 100,000 persone.